# باشگاه فوتسال مقاومت البرز
باشگاه فوتسال مقاومت البرز یکی از تیم‌های فوتسال ایرانی است. این تیم در لیگ برتر فوتسال ایران حضور دارد.
در نیم فصل اول مسعود کیانفر سرمربی تیم فوتسال مقاومت البرز بود بعد از استعفاء فرهاد کشاورز 
 سرمربی جدید مقاومت البرز اعلام شد.

## تغییر نام باشگاه
مشکلات مالی یاشگاه باعث شد که حتی این تیم به شهر دیگری واگذار شد وطی پیگیری مربیان و هیئت فوتبال استان البرز بالاخره توانستندطی جلسه‌های متعددی با شورای اسلامی کرج و شهرداری کرج برای حمایت از این تیم این باشگاه در فصل ۱۳۹۹–۱۳۹۸ با نام مقاومت شهرداری کرج آغاز می‌کند.

## کادر فنی کنونی
|  | سمت                | نام                   |
|  | ------------------ | --------------------- |
|  | مدیر تیم           | ابراهیم سوری          |
|  | سرمربی             | فرهاد کشاورز          |
|  | مربی               | عرفان خزایی           |
|  | مربی               | محمد کیانی            |
|  | مربی دروازه بان ها | مجتبی محمودزاده       |
|  | مربی بدنسازی       | وحید فراهانی          |
|  | پزشک               | سید وحید محمدی        |
|  | ماساژور تیم        | حمیدرضا نعمتی         |
|  | تدارکات            | پوریا کریمی           |
|  | مدیر رسانه         | سید علیرضا موسوی زاده |

## فصل‌ها
==بازیکنان فصل 1403–1404=={| class="wikitable" style="text-align: center; font-size:100%;"
|-
! فصل!! لیگ!! رتبه!! سرمربی!!توضیحات
|-
|۱۳۹۳–۹۴
|لیگ برتر
|دوازدهم
|رضا فلاح زاده
|-
|۱۳۹۴–۹۵
|لیگ برتر
|دهم
|رضا فلاح زاده
|
|-
|۱۳۹۵–۹۶
|لیگ برتر
|یازدهم
|رضا فلاح زاده
|
|-
|۱۳۹۶–۹۷
|لیگ برتر
|یازدهم
|مسعود کیانفر
|
|-
|۱۳۹۷–۹۸
|لیگ برتر
|هشتم
|فرهاد کشاورز
|-

## بازیکنان فصل 1403–1404
|  | شماره | بازیکن                 | نقش |
|  | ----- | ---------------------- | --- |
|  | 2     | علی رحیمی              | GK  |
|  | 3     | مهدی نوروزی            |     |
|  | 4     | علیرضا محمودی(کاپیتان) |     |
|  | 5     | احسان سهیلی مقدم       |     |
|  | 6     | فرشاد بابایی           |     |
|  | 7     | علیرضا اصانلو          | FW  |
|  | 10    | حمزه کدخدایی           |     |
|  | 11    | سهیل جامدی             |     |
|  | 19    | میثم خیام              |     |
|  | 22    | مهران شریفیان          | GK  |
|  | 44    | مهدی قلی‌زاده           |     |
|  | 73    | علیرضا شیخلر           |     |
|  | 77    | فرشاد کلاه کج          |     |
|  | 79    | امیر محمد سنگسری       |     |
|  | 88    | سجاد دارابی            |     |
|  | 99    | مهدی علیزاده           |     |

98                  محسن سقفی
سروش بهرامی